# Petaloconchus interliratus
Petaloconchus interliratus là một loài ốc biển, là động vật thân mềm chân bụng sống ở biển trong họ Vermetidae.